# Demasiados enemigos
Demasiados enemigos es el sexto álbum de estudio del grupo punk español Eskorbuto. También es el último publicado con la formación clásica de Eskorbuto con Iosu Expósito, Juanma Suárez y Pako Galán. Se publicó a finales de 1991, a través del sello Matraka Diskak y contiene 11 canciones, de los cuales una de ellas era inédita de estudio: "No quiero cambiar".

## Grabación y contenido
En 1991, luego haber realizado una mini-gira por México, junto a Iñaki "Gato", del grupo Speed, Juanma y Pako reintegran a Iosu una vez más, es así que la banda consigue grabar para el sello Matraka un nuevo álbum. El nombre original iba a ser Degeneración, pero durante una charla entre los músicos salió la frase "Demasiados enemigos". Fue grabado y mezclado en octubre de 1991, en tan solo seis días en Waves de Almassora, Castellón.
Tras la salida del álbum y durante la gira a comienzos de 1992, Iosu se vio obligado a retirarse una vez más debido a su estado de salud.
El disco estaba compuesto en su mayoría por canciones del estilo del grupo, como "Eskorbutín", "Adiós reina mía", "Presagio", "Emborráchate" o "En La Luna". 
La sesión de fotos para la portada, contraportada e interior del disco se hizo en el puerto de Santurzi. Se hicieron más de 300 fotos durante dicha sesión. En la contratapa, aparece la frase: "somos la banda más honrada que ha pisado este planeta en millones de años"

## Canciones
- Todas las canciones fueron escritas por Iosu Expósito, Juanma Suárez y Pako Galán.

1. "Adiós Reina Mía" - 4:24
2. "Presagio" - 2:06
3. "Eskorbutín" - 4:05
4. "Cosas De La Vida" - 3:30
5. "Unete Al Desorden" - 4:00
6. "Emborrachate" - 1:35
7. "Intolerable" - 3:55
8. "En La Luna" - 4:31
9. "Nueva Esperanza" - 3:44
10. "No Quiero Cambiar" - 3:11
11. "La Mejor Banda Del Mundo" - 4:08

## Músicos
- Juanma Suárez - Bajo y voz.
- Iosu Expósito - Guitarra y voz.
- Pako Galán - Batería.
- Javier Moreno - Teclados y sintetizador.

- Datos: Q5802076